# Saint-Marcel (Ain)
Saint-Marcel és un municipi francès situat al departament de l'Ain i a la regió d'Alvèrnia-Roine-Alps. L'any 2007 tenia 1.202 habitants.

## Demografia

### Població
El 2007 la població de fet de Saint-Marcel era de 1.202 persones. Hi havia 396 famílies de les quals 72 eren unipersonals (24 homes vivint sols i 48 dones vivint soles), 84 parelles sense fills, 220 parelles amb fills i 20 famílies monoparentals amb fills.
La població ha evolucionat segons el següent gràfic:
Habitants censats

### Habitatges
El 2007 hi havia 421 habitatges, 396 eren l'habitatge principal de la família, 18 eren segones residències i 7 estaven desocupats. 327 eren cases i 92 eren apartaments. Dels 396 habitatges principals, 267 estaven ocupats pels seus propietaris, 117 estaven llogats i ocupats pels llogaters i 12 estaven cedits a títol gratuït; 6 tenien una cambra, 31 en tenien dues, 49 en tenien tres, 104 en tenien quatre i 206 en tenien cinc o més. 319 habitatges disposaven pel capbaix d'una plaça de pàrquing. A 150 habitatges hi havia un automòbil i a 228 n'hi havia dos o més.

### Piràmide de població
La piràmide de població per edats i sexe el 2009 era:
| Homes | Edats   | Dones |
| ----- | ------- | ----- |
| 0     | 95 o +  | 0     |
| 0     | 90 a 94 | 0     |
| 0     | 85 a 89 | 0     |
| 0     | 80 a 84 | 0     |
| 0     | 75 a 79 | 4     |
| 20    | 70 a 74 | 12    |
| 8     | 65 a 69 | 12    |
| 12    | 60 a 64 | 8     |
| 8     | 55 a 59 | 8     |
| 24    | 50 a 54 | 20    |
| 40    | 45 a 49 | 24    |
| 68    | 40 a 44 | 56    |
| 44    | 35 a 39 | 56    |
| 52    | 30 a 34 | 52    |
| 24    | 25 a 29 | 40    |
| 32    | 20 a 24 | 36    |
| 52    | 15 a 19 | 60    |
| 44    | 10 a 14 | 68    |
| 48    | 5 a 9   | 32    |
| 76    | 0 a 4   | 44    |

## Economia
El 2007 la població en edat de treballar era de 798 persones, 622 eren actives i 176 eren inactives. De les 622 persones actives 587 estaven ocupades (306 homes i 281 dones) i 35 estaven aturades (15 homes i 20 dones). De les 176 persones inactives 42 estaven jubilades, 89 estaven estudiant i 45 estaven classificades com a «altres inactius».

### Ingressos
El 2009 a Saint-Marcel hi havia 386 unitats fiscals que integraven 1.171,5 persones, la mediana anual d'ingressos fiscals per persona era de 19.630 €.

### Activitats econòmiques
Dels 32 establiments que hi havia el 2007, 1 era d'una empresa alimentària, 2 d'empreses de fabricació d'altres productes industrials, 4 d'empreses de construcció, 10 d'empreses de comerç i reparació d'automòbils, 1 d'una empresa de transport, 1 d'una empresa d'hostatgeria i restauració, 2 d'empreses d'informació i comunicació, 1 d'una empresa immobiliària, 7 d'empreses de serveis, 1 d'una entitat de l'administració pública i 2 d'empreses classificades com a «altres activitats de serveis».
Dels 7 establiments de servei als particulars que hi havia el 2009, 1 era un taller de reparació d'automòbils i de material agrícola, 1 paleta, 1 fusteria, 1 electricista, 1 empresa de construcció, 1 perruqueria i 1 restaurant.
Dels 3 establiments comercials que hi havia el 2009, 1 era una botiga de més de 120 m², 1 una botiga de menys de 120 m² i 1 una llibreria.
L'any 2000 a Saint-Marcel hi havia 11 explotacions agrícoles que ocupaven un total de 285 hectàrees.

## Equipaments sanitaris i escolars
El 2009 hi havia una escola elemental.

## Poblacions més properes
El següent diagrama mostra les poblacions més properes.